# Среднебластуляционный переход
Среднебластуляционный переход — это этап во время стадии бластулы, в ходе которого начинается транскрипция генов зиготы и экспрессия специфических эмбриональных белков. У эмбрионов до стадии среднебластуляционного перехода имеются три основные характеристики. Прежде всего, все клетки эмбриона до этой стадии проходят деление одновременно, синхронно. Это называется дроблением зиготы. Во-вторых, ядерный хроматин зиготы находится в конденсированном состоянии, гистоновые белки гипоацетилированы и гиперметилированы, что означает, что большинство ядерных генов клеток эмбриона до стадии среднебластуляционного перехода находится в репрессированном, неактивном гетерохроматическом состоянии. И в-третьих, у эмбрионов до стадии среднебластуляционного перехода наблюдается трансляция только материнской мРНК, исходно присутствовавшей в цитоплазме яйцеклетки ещё до её оплодотворения. Единственным местом, где происходит транскрипция генов и образование новой мРНК, а не только трансляция уже имеющейся мРНК материнской клетки в белки, до стадии среднебластуляционного перехода являются митохондрии, которые тоже наследуются исключительно от матери.

## Время среднебластуляционного перехода
Время среднебластуляционного перехода в процессе эмбриогенеза различно у разных видов животных. Так, например, у рыбок данио-рерио среднебластуляционный переход происходит после 10 дроблений зиготы, в то время как у шпорцевых лягушек, так же как и у дрозофил, это происходит на более поздней стадии, после 13 дроблений зиготы. Полагают, что клетки эмбриона определяют, настало ли время для среднебластуляционного перехода, на основании «измерения» внутренними сенсорами клетки соотношения размеров ядра и цитоплазмы (нуклеоцитоплазматического индекса). Нуклеоцитоплазматический индекс есть по сути соотношение объёма цитозоля и количества ДНК в клетке. Основанием для этой гипотезы послужило наблюдение о том, что среднебластуляционный переход можно ускорить внесением дополнительных копий ДНК в клетку, или, наоборот, уменьшением вдвое объёма цитоплазмы.